# Nationale Amateur Hockey Liga
Die Nationale Amateur Hockey Liga war von 2012 bis 2014 die dritthöchste österreichische Eishockeyliga. Die Liga wurde vom Steirischen Eishockeyverband für die Vereine gegründet, für die eine Teilnahme an der ebenfalls neu gegründeten Inter-National-League nicht möglich war. Ausgerichtet war die Liga auf ambitionierte Amateurvereine.

## Teilnehmende Mannschaften
Folgende Mannschaften nahmen an der Liga teil:
- EC Kitzbühel: 2 Saisonen (2012–14), Meister 2014, Semifinalist 2013
- Kapfenberg Bulls: 2 Saisonen (2012–14), Finalist 2013 und 2014
- EV Zeltweg 2010: 2 Saisonen (2012–14), Semifinalist 2013 und 2014
- EC Oilers Salzburg: 2 Saisonen (2012–14), Semifinalist 2014
- EC Tarco Wölfe Klagenfurt: 1 Saison (2012/13), Meister 2013
- ATUS Weiz Bulls: 1 Saison (2012/13)
- HC Kufstein: 1 Saison (2012/13)
- EK Zell am See Juniors: 1 Saison (2013/14)

## Geschichte
In der Saison 2012/13 gewann der EC Kitzbühel den Grunddurchgang, den Meistertitel errang aber der EC Tarco Wölfe Klagenfurt (mit 3:2 in der Finalserie gegen die Kapfenberg Bulls). Der Meister mussten die Liga anschließend jedoch aus finanziellen Gründen verlassen und konnten daher den Titel nicht verteidigen.
In der Saison 2013/14 gewann erneut der EC Kitzbühel den Grunddurchgang, der diesmal allerdings auch den Meistertitel errang (wiederum mit 3:2 in der Finalserie gegen die Kapfenberg Bulls). Beide Finalisten stiegen anschließend in die zweithöchste Spielklasse auf, daraufhin wurde die Liga mangels ausreichender Teilnehmer wieder aufgelöst.